# Cerro de León
Cerro de León är en ort i Mexiko.   Den ligger i kommunen Villa Aldama och delstaten Veracruz, i den sydöstra delen av landet, 200 km öster om huvudstaden Mexico City. Cerro de León ligger 2 385 meter över havet och antalet invånare är 878.
Terrängen runt Cerro de León är varierad, och sluttar norrut. Runt Cerro de León är det ganska tätbefolkat, med 86 invånare per kvadratkilometer. Närmaste större samhälle är Atzalan, 18,0 km norr om Cerro de León. I omgivningarna runt Cerro de León växer huvudsakligen savannskog.